# Roberto Emilio Goyeneche
Roberto Emilio Goy(h)eneche (* 23. Oktober 1898 in Buenos Aires; † 22. April 1925) war ein argentinischer Bandleader, Tangopianist und –komponist.

## Leben und Wirken
Goyeneche begann seine musikalische Laufbahn als Stummfilmpianist im Kino Cabildo. Er trat dann mit Juan Carlos Bazán, Luiggin Bossi und Ernesto Muñecas und einem weiteren Quartett Bazáns mit Alcides Palavecino und Graciano De Leone auf. 1918 wurde er als Nachfolger von Juan Marini Pianist in der Formation von Eduardo Arolas (mit den Geigern Rafael Tuegols und Horacio Gomila), mit der er im Tabaris, im Teatro Casino Montevideano und im Teatro Artigas auftrat. Die nächsten Auftritte hatte er im Café TVO mit dem Orchester Ricardo Brignolos und in den Cafés Marconi und Gambaudi mit dem Orchester Carlos Marcuccis.
1922 gründete Alejandro Michetti, der aus dem Orchester Roberto Firpos stammte, das Orquesta Típica Royal's, zu dem neben Goyeneche der Bandoneonist Carlos Marcucci und die Geiger Emilio Ferrer und José Di Clemente gehörten. Es trat im Teatro Apolo bei der Aufführung des Sainete El Rey del Cabaret durch die Kompagnie von César Ratti auf. Noch im gleichen Jahr schloss er sich dem Orchester der Theaterkompagnie Muiño-Alippi an, die mit den Sängern Celia Louzán und Francisco Martino nach Madrid reiste. Mit dem Orchester und Celia Louzán entstanden Aufnahmen bei den Labels Odeon und Pathé.
Nach seiner Rückkehr nach Argentinien gründete Goyeneche sein erstes eigenes Orchester mit den Bandoneonisten Enrique Pollet und Pedro Laurenz, den Geigern Emilio Marchiano und Juan Marischi und dem Kontrabassisten Luis Bernstein, das in den Cafés El Parque und Lavalle und der Bar Iglesias und zur Eröffnung des Senders Radio Cultura auftrat. Einsetzende gesundheitliche Probleme Goyheneches führten zur Auflösung dieses Orchesters. Er spielte einige Zeit Klavier im Orchester Julio De Caros und gründete dann ein neues Orchester, dem die Bandoneonisten Ricardo Brignolo und Ernesto Bianchi, die Geiger  Antonio Arcieri und Marcos Larrosa und der Kontrabassist Carmelo Mutarelli angehörten. Im April 1925 starb er im Alter von 26 Jahren an einer Lungenkrankheit.

## Kompositionen
- Pobre vieja (aufgenommen von Carlos Gardel)
- Pompas de jabón (Text von Enrique Cadícamo, aufgenommen von Carlos Gardel)
- Yo te perdono (Text von Enrique Cadícamo, aufgenommen von Carlos Gardel)
- De mi barrio (aufgenommen von Rosita Quiroga)
- El metejón (Text von Florencio Chiarello, aufgenommen von Ignacio Corsini)
- Albertito
- Milonga
- ¿Por qué llorás?
- Otro ambiente
- Princesita
- Pachito
- Que te vaya bien
- Rolo
- Sin alma
- Taborda
- Desencanto
- La perrera